# Audouville-la-Hubert
Audouville-la-Hubert é uma comuna francesa na região administrativa da Normandia, no departamento Mancha. Estende-se por uma área de 6,47 km². Em 2010 a comuna tinha 78 habitantes (densidade: 12,1 hab./km²).